# As-Sura al-Kabira
As-Sura al-Kabira (arab. الصورة الكبيرة) – wieś w Syrii, w muhafazie As-Suwajda. W 2004 roku liczyła 885 mieszkańców.